# Juan Santiago
Juan Santiago är en kommun i Dominikanska republiken.   Den ligger i provinsen Elías Piña, i den västra delen av landet, 170 km väster om huvudstaden Santo Domingo. Antalet invånare är i kommunen är cirka 4 400.
Terrängen runt Juan Santiago är kuperad åt nordost, men åt sydväst är den bergig. Runt Juan Santiago är det ganska glesbefolkat, med 47 invånare per kvadratkilometer. Närmaste större samhälle är El Cercado, 8,4 km öster om Juan Santiago. Omgivningarna runt Juan Santiago är en mosaik av jordbruksmark och naturlig växtlighet.